# Max (Schiff, 1884)
Die Max war ein deutsches Dampfschiff, das in der Kolonie Deutsch-Ostafrika eingesetzt wurde.

## Geschichte
Die Max wurde 1884 gebaut. Am 20. März 1889 wurde das Schiff von der Reichsregierung für den Kampf gegen den sogenannten Araberaufstand in Ostafrika angekauft. Am 22. Juni 1889 erreichte das Schiff Sansibar für seinen Einsatz in der Wissmann-Flotte.
Die Wissmann-Flotte, benannt nach dem Reichskommissar Hermann von Wissmann, der für die Niederschlagung des Aufstandes zuständig war, war für die Landung und Versorgung der deutschen Truppen an der ostafrikanischen Küste zuständig, während die Kaiserliche Marine das Blockadegeschwader stellte, welches zusammen mit britischen und italienischen Kriegsschiffen die ostafrikanische Küste gegen den Schmuggel von Sklaven der Araber aus Afrika und gegen die Einfuhr von Waffen nach Ostafrika für die Truppen der Küstenbevölkerung sicherte. Die Aufgaben der Wissmann-Flotte und des Blockadegeschwaders mischten sich aber im Laufe des Aufstandes.
Im Januar 1891 wurde die Max dem Gouvernement vom Deutsch-Ostafrika übergeben und wurde Teil der Schutzgebiets-Flottille. Das Schiff diente unter anderem als Zollkreuzer und war zu diesem Zweck mit einem Schnellfeuergeschütz bewaffnet. 1899 wurde es außer Dienst gestellt. Aufgrund seines Alters und Tiefgangs wurde statt einer Weiterverwendung als Kohleprahm eine Abbruch-Auktion angestrebt. 1906 wurde es endgültig ausgesondert. Über seinen weiteren Verbleib ist nichts bekannt.